# 民權路 (高雄市)

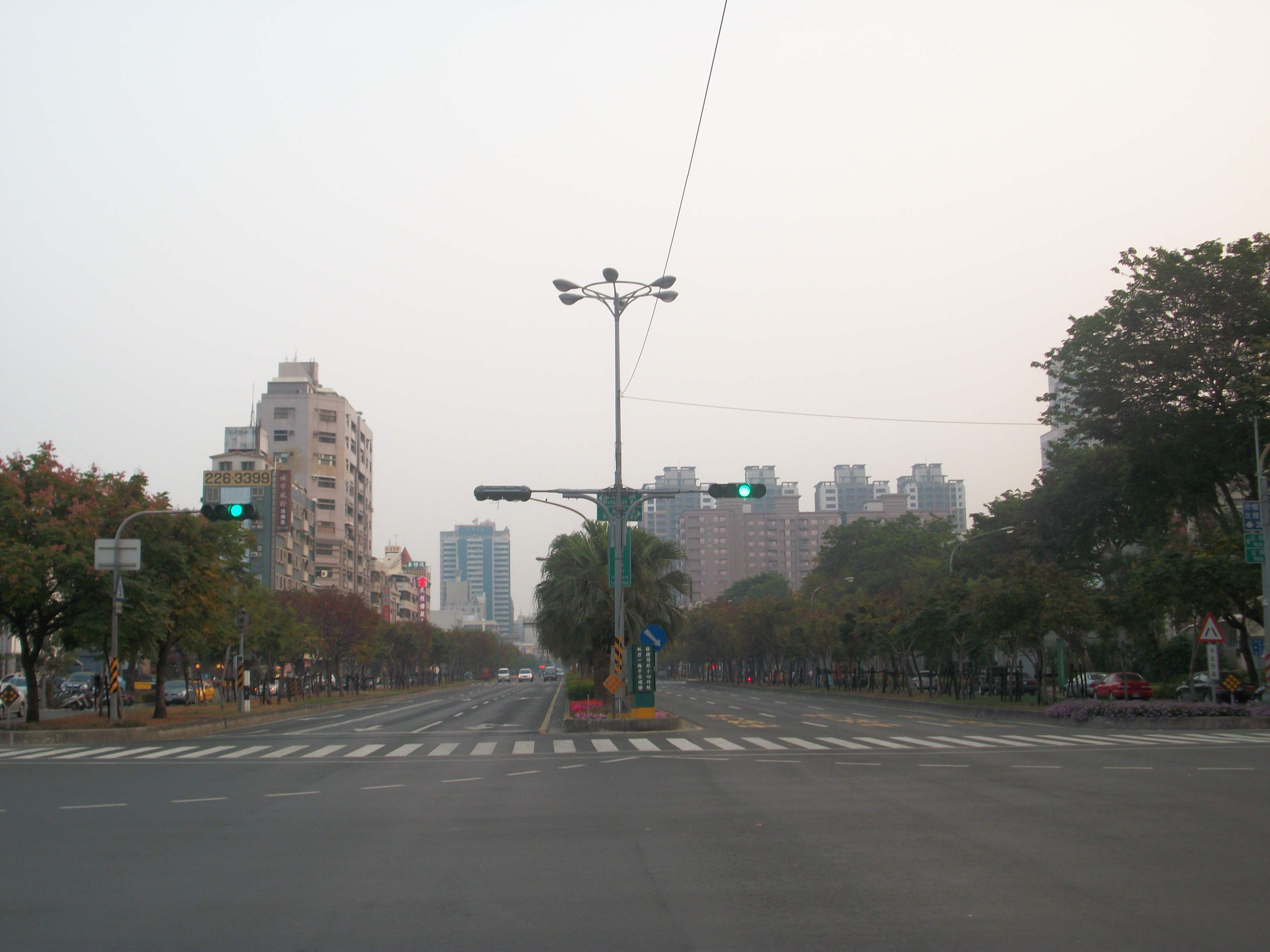
民權一路

民權路（Mincyuan Rd.）為高雄市的南北向重要道路之一，也是市內主要林蔭大道（民生、民權、民族）之一，北起民生一路，南抵中山三路。由小港機場下機後經由中山路轉民權路至市區各個重要地點，其中包括民權與四維路三角窗之市政府大樓。而其間大樓林立，其中包括了寶成企業大樓與早期之超群大樓，然而其間仍有大面積空地，不乏巨型建案如都廳苑、首善、欣民權。宗教建築包含了有著特殊造型之武昌教會大樓，與慧律法師之佛寺，而一貫道之道場更是宏偉，吸引各教善信聚集於此。

## 行經行政區域
（由北至南）
- 新興區
- 苓雅區
- 前鎮區

## 分段
民權路共分成二個部分：
- 民權一路：北起於民生一路口，南於三多路口接民權二路。
- 民權二路：北於三多路口接民權一路，南止於中山三路口。

## 沿線設施
（由北至南）
- 民權一路
  - 高雄市立高雄高級商業職業學校(門牌設於五福二路3號)
  - 城市風鈴步道
  - 高雄市立新興游泳池(235號)
  - 民權輕鋼架停車場(221號)
  - 台灣中油加油站青年路站(105號)
  - 高雄市苓雅區四維國民小學(門牌設於青年一路103號)
  - 高雄市苓雅區行政中心(85號)
  - 高雄市政府四維行政中心(門牌設於四維三路2號)
    - 市府郵局（市府大樓1樓）

  - 復華中學(42號)
    - 中華技術學院高雄進修部

  - 高雄市政府警察局苓雅分局民權路派出所(門牌設於四維二路359號)
  - 武昌教會大樓(38號)
  - 超群大廈(34號)
    - 臺灣電視公司南部新聞中心（34-4號22樓）
    - 第一銀行高雄分行
    - 外貿協會高雄辦事處(28號4~5樓)

- - 欣高石油氣公司(12號)

- 民權二路
  - 民權公園
  - 高雄市木工業職業工會(396號)

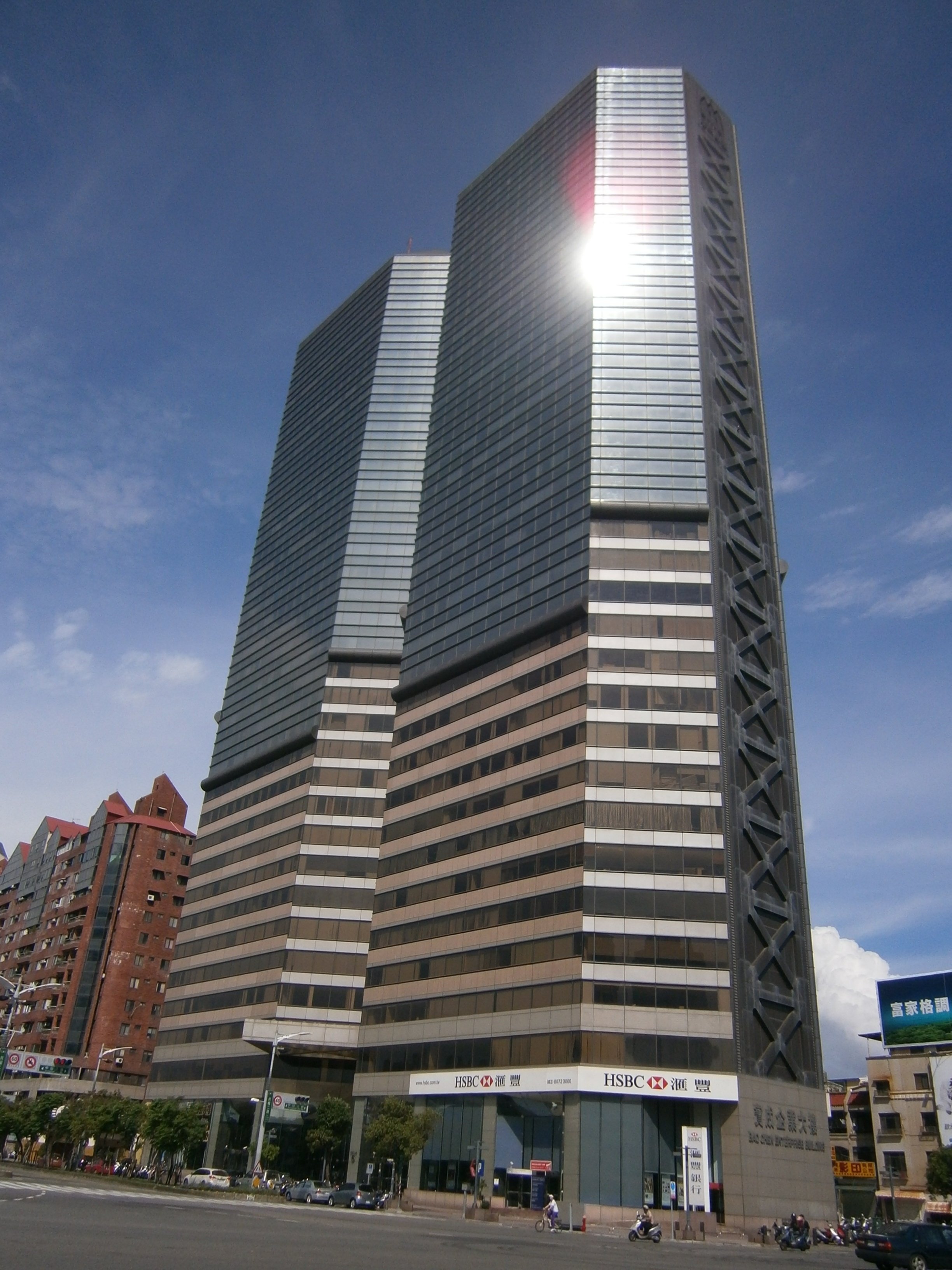
寶成企業大樓

  - 中國電視公司南部新聞中心（380號21樓）
  - 民權二路公有小型車停車場
  - 高雄市前鎮區復興國民小學(331號)
    - 勞工公園

  - 寶成企業大樓（6號）
    - 東森電視南部新聞中心（6-1號24樓）
    - 大眾廣播（6-2號34樓）
    - 高屏廣播電台（HitFM聯播網）（8-2號35樓）

## 公共自行車
- 高雄市公共自行車租賃系統：
  - 民權民生路口：民權民生路口東南側
  - 四維國小(民權一路)：民權一路/青年一路(東南側人行道)
  - 四維行政大樓：民權一路/苓雅一路西南側
  - 復華高中：民權一路42號(校門口左側人行道)
  - 民權四維三路口：民權一路65-67號(前人行道)
  - 民權興中一路口：民權一路/興中一路(東南側)
  - 民權永富街口：民權一路/永富街口(西北角)
  - 前鎮民權公園：二聖二路/民權二路口(西北側人行道)
  - 民權少康街口：民權二路376號(旁)
  - 勞工公園：民權二路/民壽街口(西南側)

## 內部連結
- 高雄市主要道路列表